# Caspar Sibelius
Caspar Sibelius (Elberfeld, 9 juni 1590 – Deventer, 1 januari 1658) was een Duits-Nederlands theoloog en predikant.

## Biografie
Caspar Sibelius werd geboren in Elberfeld als zoon van Peter Sibel en Catharina Loh. In zijn jeugd ontving hij een strenge opvoeding, wat in zijn verdere leven is blijven doorwerken.

### Studie
Hij studeerde eerst in Herborn en Siegen, waar het Herbornse Gymnasium tijdelijk was gevestigd wegens een epedimie daar. In 1608 ging hij naar Leiden, waar hij les kreeg van onder andere Franciscus Gomarus en Jacobus Arminius in theologie en Willem Coddaeus in Hebreeuws. Hij hechtte zich aan de leer van Gomarus en verdedigde die in zijn werk Theses de Praedestinatione. De opvattingen van Arminius beschouwde hij als blinde dwalingen.

### Predikant
Vlak na zijn studie werd hij door Petrus Curtenius opgeroepen om in het land van Gulik en Kleef mee te helpen aan de opbouw van de kerk. Op 25 december 1609 werd hij predikant van Randerath, waar hij trouwde met de dochter van de burgemeester. In 1611 werd hij beroepen naar Gulik. Zijn eerste catechismuspreek in Gulik hield hij pas in 1615, omdat hij daarvoor telkens 's middags in een andere gemeente voorging. Sindsdien vervolgde hij de catechismuspreek regelmatig.
Voor zijn werk in Gulik genoot Sibelius een subsidie van de Staten-Generaal. In verband daarmee bezocht hij in 1617 Den Haag.
De president van de Staten-Generaal verwees hem naar Oldenbarnevelt en Uyttenbogaert, wat Sibelius onmiddellijk beoordeelde als een poging om hem in de Arminiaanse fuik te lokken. Tijdens zijn reis naar Holland werd hij geheel onverwacht beroepen door Deventer, wat voor hem een uitkomst was, omdat zijn verlangen uitging naar een veiliger streek dan het land van Gulik.
Op 22 oktober 1617 hield Sibelius zijn intrededienst in de Grote Kerk van Deventer in het Duits. Enige dagen later, in de Bergkerk, gebruikte hij het Nederlands en zo bleef het voortaan. Naar eigen zeggen viel hem dat niet moeilijk. Hij moet een goede kanselredenaar zijn geweest; hij werd ook wel de Chrisostomus van zijn tijd genoemd. Zijn preken schreef hij gewoonlijk geheel uit in het Latijn, waarna hij ze op de preekstoel voor de vuist weg vertaalde. Dat blijkt uit de door hem gepubliceerde prekenbundels.
Meteen al werd hij door de classis afgevaardigd naar de provinciale synode van Overijssel; deze wees hem ook aan als afgevaardigde naar de nationale synode in Dordrecht. Hij werd daar aangewezen als een van de vertalers van de Bijbel vanuit de grondtalen naar het Nederlands. Halverwege mei 1619 moest hij door zware koortsen aangetast terugkeren naar Deventer.

### Bijbelvertaler

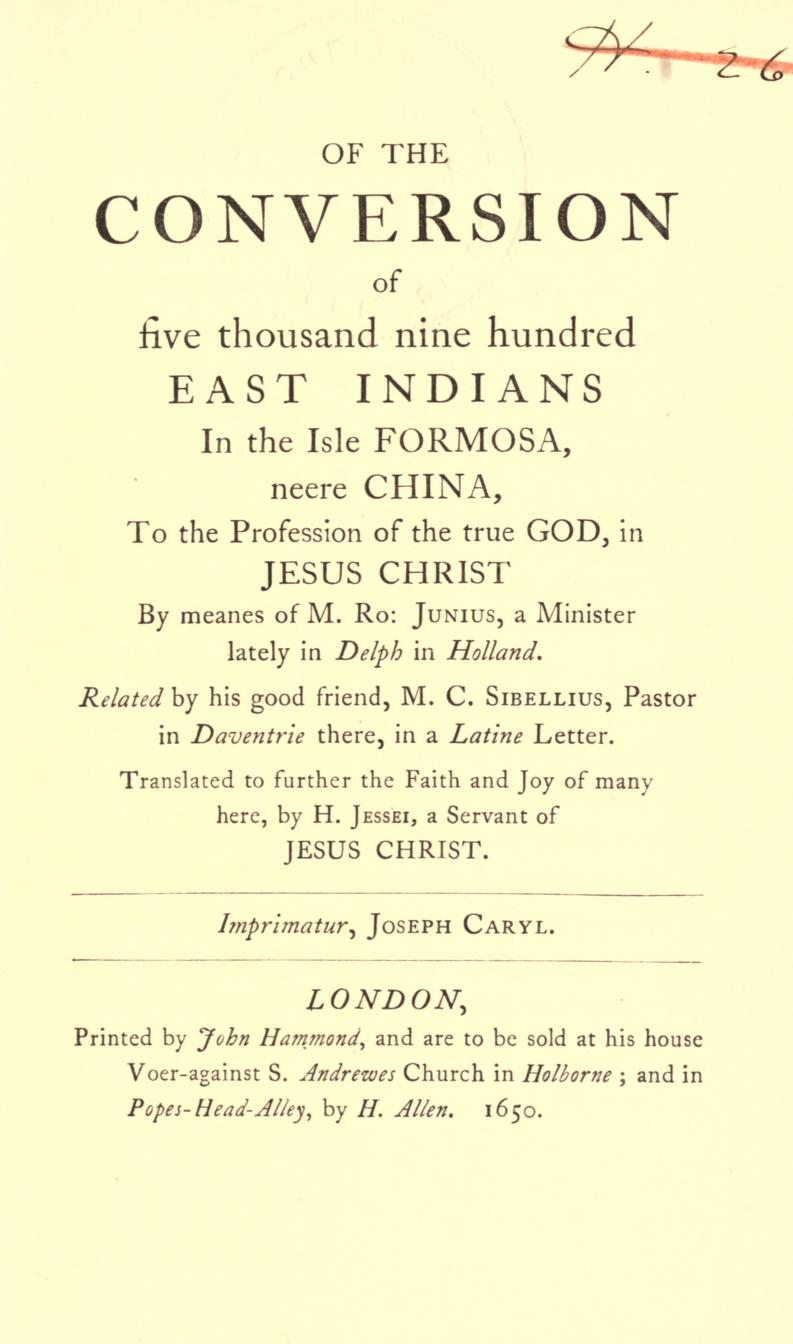
Sibelius was bevriend met Robertus Junius, die veertien jaar als zendeling op Nederlands-Formosa werkzaam was geweest. Sibelius had in de proloog van zijn werk Antidotum ambitionis daarover uitvoerig geschreven. In 1650 kwam van dat deel van de proloog een Engelse vertaling uit.

Voor het maken van de Statenvertaling verbleef hij van november 1634 tot oktober 1635 met zijn gezin in Leiden. Hij was namelijk aangewezen naast Festus Hommius als revisor van het Nieuwe Testament. Hij voerde deze taak uiterst zorgvuldig uit. Dit heeft Hommius, die door ouderdom was verzwakt, moeten ervaren. Toen de vertaling het licht had gezien constateerde hij niet weinige fouten en afwijkingen van de gemeenschappelijk vastgestelde tekst. In 1638 reisde hij naar Leiden om zich te beklagen bij Walaeus en Hommius. Die moesten, ten dele, toegeven dat hij gelijk had. Er volgden meer onderhandelingen en in 1639 een conferentie in Leiden. Gevolg daarvan was dat in 1640 een aan Sibelius' aantekeningen aangepaste vertaling verscheen.

### Dood
Op 10 september 1648 werd hij getroffen door een beroerte, en hij heeft sindsdien niet meer gepreekt. Wel zijn er nog enige geschriften van hem verschenen. Op 1 januari 1658 overleed hij, op een leeftijd van 68 jaar.

## Gezinsleven
Op 31 augustus 1610 trouwde hij met Maria Klöcker, de dochter van de burgemeester van Randerath. Met haar kreeg hij drie kinderen:
- Naamloze dochter, vroeg gestorven
- Naamloze dochter, vroeg gestorven
- Elisabeth, gehuwd met Johannes Lubbertus van Goor, predikant te Bloemendaal

- Bibsys: 97024795
- Biblioteca Nacional de España: XX1757323
- Biografisch Portaal: 24930966
- Digitale Bibliotheek voor de Nederlandse Letteren: sibe002
- Gemeinsame Normdatei: 104092033
- International Standard Name Identifier: 0000 0000 6317 157X
- Library of Congress Control Number: n85311167
- Nationale bibliotheek van Australië: 35861657
- Nederlandse Thesaurus van Auteursnamen: 068912358
- Réseau des bibliothèques de Suisse occidentale: 02-A003829112
- LIBRIS: 288767
- Système universitaire de documentation: 154701718
- Trove: 1120596
- Virtual International Authority File: 15199473
- WorldCat: E39PBJdh4ybtPqdYcQWbbbfyVC